# Bruno Bernard Heim
Bruno Bernhard Heim (5. března 1911, Olten – 18. března 2003, Olten) byl švýcarský katolický kněz a biskup, který působil ve vatikánské diplomacii a byl jedním z nejznámějších heraldických tvůrců v katolické církvi.

## Stručný životopis
Heimova diplomatické kariéra začala v Paříži roku 1947, kdy se stal osobním sekretářem nuncia Roncalliho. Již během čtyřletého působení ve Francii (1947–1951) se věnoval obrodě církevní heraldiky. Roku 1951 byl poslán na nunciaturu do Vídně, v letech 1954–1959 vedl jako pověřenec nunciaturu v Německu. Roku 1961 jej papež Jan XXIII. jmenoval apoštolským delegátem ve Skandinávii. Jeho dalšími místy působení byly Egypt (1969–1973) a Velká Británie (1973–1985). Roku 1985 z důvodů dosažení věkového limitu ukončil svou diplomatickou kariéru, a žil v rodném Švýcarsku až do své smrti v roce 2003.
Arcibiskup Heim byl také komturem s hvězdou Řádu Božího hrobu a velkopřevorem jeho místodržitelství ve Švýcarsku.

## Dílo
- Heim Bruno Bernard, Wappenbrauch und Wappenrecht in der Kirche. Walter AG, Olten 1947.
- Heim Bruno Bernard, Coutumes et Droit Héraldiques de l'Eglise. Beauchesne, Paris 1949, new edition 2012 (ISBN 978-2-7010-1995-6).
- Heim Bruno Bernard, Armorial: Armorial Liber Amicorum. Gerrards Cross, UK: Van Duren, 1981 (ISBN 0-905715-16-0).
- Heim Bruno Bernard, Heraldry in the Catholic Church: Its Origins, Customs, and Laws, New Jersey: Humanities Press Inc, 1978 (ISBN 0-391-00873-0).
- Heim Bruno Bernard, Or and Argent, Gerrards Cross, Buckinghamshire, England, UK, Van Duren, 1994 (ISBN 0-905715-24-1).
- Heim Bruno Bernard, L'araldica nella chiesa cattolica, Vaticano 2000.